# 174 f.Kr.

## Händelser

### Efter plats

#### Mongoliet
- Xiongnustammen anfaller tocharierna och tvingar iväg dem från Gansu.

## Avlidna
- Titus Quinctius Flamininus, romersk general och statsman vars skickliga diplomati har medfört att han har lyckats etablera ett romerskt protektorat i Grekland (död omkring detta år; född omkring 227 f.Kr.)
- Publius Aelius Paetus, romersk konsul och censor
- Mete Khan, kejsare och grundare av Xiongnuriket, som har enat olika hunnerkonfederationer under sitt styre (född 234 f.Kr.)